# Équipe de Tchéquie masculine de kayak-polo
L'équipe de Tchéquie masculine de kayak-polo est l'équipe masculine qui représente la Tchéquie dans les compétitions majeures de kayak-polo.
Elle est constituée par une sélection des meilleurs joueurs tchèques.
À ce jour[Quand ?], elle n'a remporté aucun titre majeur ni ne s'est vraiment illustrée dans les grands rendez-vous mondiaux comme les championnats d'Europe ou les championnats du monde.

## Palmarès
Parcours aux championnats d'Europe
- 1995 : NQ
- 1997 : NQ
- 1999 : NQ
- 2001 : 14e
- 2003 : NQ
- 2005 : 14e sur 14
- 2007 : NQ
- 2009 : NQ
- 2011 : NQ

Parcours aux championnats du Monde
- 1994 : NQ
- 1996 : NQ
- 1998 : NQ
- 2000 : NQ
- 2002 : 24e
- 2004 : NQ
- 2006 : NQ
- 2008 : NQ
- 2010 : NQ

NQ : Non qualifiée